# Liste der Vizegouverneure von Alaska

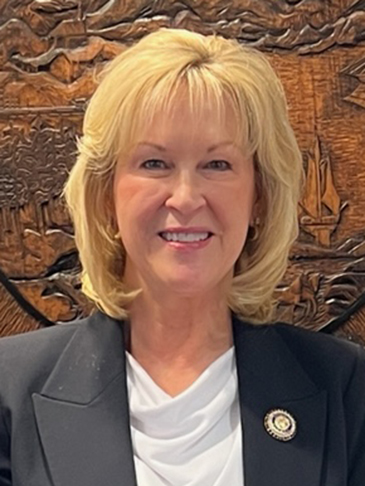
Nancy Dahlstrom, derzeitige Vizegouverneurin von Alaska

Das Amt des Vizegouverneurs von Alaska (Lieutenant Governor of Alaska) wurde im Zuge der Umwandlung des Alaska-Territoriums zu einem Bundesstaat der Vereinigten Staaten geschaffen. Bis zur Verfassungsänderung von 1970 wurde der Amtsinhaber als Secretary of State bezeichnet. Folgende Personen übten das Amt des Vizegouverneurs seit 1959 aus.
Der Vizegouverneur wird zusammen mit dem Gouverneur (auf einem sogenannten ticket) vom Volk bestimmt.
Amtierende Vizegouverneurin ist seit dem 5. Dezember 2022 die Republikanerin Nancy Dahlstrom. Sie ist Stellvertreterin von Gouverneur Mike J. Dunleavy.
| Name                          | Amtszeit  | Partei             |
| ----------------------------- | --------- | ------------------ |
| Hugh Joseph Wade              | 1959–1966 | Demokrat           |
| Keith Harvey Miller           | 1966–1969 | Republikaner       |
| Robert Walter Ward            | 1969–1970 | Republikaner       |
| Henry Aristide Boucher        | 1970–1974 | Demokrat           |
| Lowell Jackson Thomas         | 1974–1978 | Republikaner       |
| Terrence Miller               | 1978–1982 | Republikaner       |
| Stephen Alan McAlpine         | 1982–1990 | Demokrat           |
| John Bruce Coghill            | 1990–1994 | Independence Party |
| Frances Ann Ulmer             | 1994–2002 | Demokrat           |
| Loren Dwight Leman            | 2002–2006 | Republikaner       |
| Sean R. Parnell               | 2006–2009 | Republikaner       |
| Craig Eaton Campbell          | 2009–2010 | Republikaner       |
| Louis Mead Treadwell          | 2010–2014 | Republikaner       |
| Byron Mallott                 | 2014–2018 | Demokrat           |
| Valerie Nurr'araaluk Davidson | 2018      | Unabhängig         |
| Kevin G. Meyer                | 2018–2022 | Republikaner       |
| Nancy Dahlstrom               | 2022–     | Republikaner       |